# Devarayasettipura, Nanjangud
Devarayasettipura là một làng thuộc tehsil Nanjangud, huyện Mysore, bang Karnataka, Ấn Độ.